# Castellví (linaje)
Los Castellví, caballeros y señores, fueron una alcurnia nobiliaria procedente de Borgoña, que pasó a Cataluña hacia el año 975, y se extendió por el reino de Valencia a raíz de la reconquista en el siglo XIII.

## Ramas y miembros destacados
Señores de Carlet
Gonzalo de Castellví (siglo XIV) fue señor de Carlet y uno de sus descendientes masculinos directos, Jorge de Castellví y López de Mendoza, recibió el título de conde de Carlet en 1604. Felipe Lino de Castellví (1670 - 1740) fue un destacado militar del arma de caballería. La línea se extinguió con Joaquín Antonio de Castellví e Idiáquez (muerto en 1800) tío segundo y padrino de bautizo de la Duquesa de Almodóvar (1764 - 1814). 
Línea de Castellar
Juan de Castellví y Mercader tuvo un tataranieto, Tomás de Castellví y Adell, que heredó el Condado de Castellar (nombre antiguo del pueblo de Quesa) y las baronías o señorías de Bicorp, Benedrís, Rafelguaraf y Vilanova. Su sobrino nieto Vicente María de Castellví y Montsoriu (siglo XVIII) heredó, entre otras, las baronías de Torres Torres y Manuel. Después, el nieto de este último, Antonio Benito de Castellví y Durán, se convirtió en heredero del condado de Carlet; su nieta Helena de Castellví y Shelly se casó con el infante Enrique de España (1823 - 1870). La línea se extinguió con Isabel María del Carmen de Castellví y Gordon (1867 - 1949) quién aportó sus títulos nobiliarios, por matrimonio, a los Armet de Barcelona. 
Línea de Vilanova
Comenzada por Enrique Castellví e Ibarrola, conde de Vilanova y barón de Torres Torres, que fue tío de Isabel María del Carmen, antes mencionada. 
Línea de Benimuslem
Fundada por Lluís de Castellví y Joan, quien compró la baronía de Benimuslem en 1441.  
Rama de Villatorcas
De esta línea destacó José de Castellví y Alagó, marqués de Villatorcas (1690). Le sucedió su hijo Juan Basilio de Castellví y Coloma (muerto en 1754) gobernador de Valencia y virrey de Nápoles.  
Rama de Làconi o Cerdeña
Existen varias ramas de esta familia en Cerdeña, que han ostentado los títulos de marqués de Laconi y marqués de Cea respectivamente. En 1832, doña Cristina Aymerich Castelvì, condesa de Castelvì, señoría de Carlet, del marqués de Làconi, del linaje de Joan d’Aymerich Saplana (Cataluña 1455? – 1519) virrey de Mallorca; Cristina Aymerich Castelvì, casó Carlo Felix de Candia el 24 de marzo de 1832 en la iglesia de Nostra Signora della Speranza de Cagliari. La familia catalana de la esposa afincada en Cerdeña y la familia saboyada del esposo afiancaron de esta unión registrando derecho sardo-saboyardo de descendencia en 1841. El marquesado pasó por herencia a la familia De Candia-Castelvì, le sucedió su hijo Stefano De Candia-Castelvì de los marqueses de Làconi.
De esta última destaca el II marqués, Jaime Artal de Castellví, y su hermano Jorge, capellán mayor de las Descalzas Reales de Madrid y miembro del Consejo de Aragón.

## Herádica
En la expedición del título hecha por Felipe III a Jorge de Castellví y López de Mendoza se describen como en campo azul, un castillo de plata con puertas y ventanas azules, masón negro y con borde de plata, estando el escudo timbrado por medio cuerpo de un unicornio.